# آي خانم
آي خانم هو موقع آثري لمدينة تعود إلى عصر هلنستي تقع فيولاية تخار، أفغانستان. لا يعرف اسمها الأصلي ومن المرجح أنها بنيت من قبل حاكم من الدولة السلوفية وكانت مركز عسكري واقتصادي لحكام مملكة إغريقية بخترية حتى دمرت في عام 145 ق.م. أعيد اكتشافها في عام 1961 من قبل علماء آثار فرنسيين.